# Estado de Bauchi
El estado de Bauchi es uno de los treinta y seis estados pertenecientes a la República Federal de Nigeria.

## Superficie y límites
Bauchi tiene una extensión de 45.837 kilómetros cuadrados (similar a la de Estonia). Limita al norte con los estados de Jigawa, Kano y Yobe, al este con el estado de Gombe, al sur con los estados de Plateau y Taraba y al oeste con el estado de Kaduna.

## Localidades con población en marzo de 2016
- Alkaleri 461,200
- Bauchi 693,700
- Bogoro 117,700
- Damban 211,000
- Darazo 351,200
- Dass 126,600
- Gamawa 399,600
- Ganjuwa 391,200
- Giade 219,200
- Itas/Gadau 321,100
- Jama'are 165,100
- Katagum 411,700
- Kirfi 204,600
- Misau 367,300
- Ningi 542,300
- Shira 328,800
- Tafawa-Balewa 310,900
- Toro 486,100
- Warji 161,500
- Zaki 266,500

## Población
Este estado nigeriano tiene población de 4.880.573 personas (datos del censo del año 2007). La densidad poblacional es de 106,5 habitantes por cada kilómetro cuadrado.